# Восстание Роберта Кета
Восстание Кета — восстание в графстве Норфолк, королевство Англия, во время правления короля Эдуарда VI направленное, в основном, против
огораживаний. Восстание началось 8 июля 1549 года в Вимондхэме, где группа бунтовщиков стала разрушать заборы, установленные богатыми землевладельцами. Одной из их целей был йомен Роберт Кет, который не стал оказывать сопротивление, согласился с их требованиями и предложил возглавить их. 12 июля Кет и его силы, к которым присоединились рекруты из Нориджа (главный город графства) и окрестных деревень числом около 16 000, поставили лагерь на пустоши Маусхолд к северо-востоку от города. 29 июля восставшие штурмовали и захватили Норидж. Но 1 августа они потерпели поражение от армии, возглавляемой
маркизом Нортгемптона, который был послан правительством, чтобы подавить восстание. Восстание Кета закончилось 27 августа, когда восставшие потерпели окончательное поражение от армии под руководством герцога Нортумберлендского в битве при Дассиндейле (англ. Battle of Dussindale). Кет был пойман, содержался в Лондонском Тауэре, осуждён за измену и 7 декабря 1549 года повешен на стенах Нориджского замка.

## Предпосылки
В 1540-х годах сельское хозяйство Англии столкнулось с кризисом. Это привело к вспышкам беспорядков по всей стране, поскольку большинство населения в то время зависело от земли. Восстание Кета в Норфолке было самым серьёзным из них. Главным поводом для недовольства восставших были огораживания — насильственная ликвидация общинных земель. Огораживание оставляло крестьян без пастбищ для скота. Некоторые землевладельцы принуждали арендаторов покидать собственные фермы чтобы землевладельцы могли поглотить их участки и превратить пахотные земли в пастбища для овец, что, с ростом потребности в шерсти, стало более выгодным. К трудностям с которыми сталкивались простые люди прибавились инфляция, безработица, растущая рента и снижающиеся доходы.
Как написал историк Марк Корнуолл (англ. Mark Cornwall), люди «не сомневались что государство было захвачено породой людей, чья политика заключалась в том, чтобы грабить бедных в пользу богатых.»

## Восстание в Вимондхэме
Восстание Кета началось в июле 1549 года в небольшом городке Вимондхэм, который расположен примерно в десяти милях к юго-западу от Нориджа. В июне, в расположенном неподалёку городке Этлборо было небольшое волнение. Были разрушены ограждения, возведённые лордом манора, чтобы огородить общинные земли. Бунтовщики думали, что они действуют законно, потому что Эдуард Сеймур (1-й герцог Сомерсет и регент Англии до совершеннолетия Эдуарда VI) выпустил воззвание против нелегальных огораживаний. В субботу (в те времена использовался юлианский календарь) 6 июля 1549 года в Вимондхэме прошёл ежегодный праздник, на котором была поставлена пьеса в честь святого Томаса Бекета, одного из покровителей Вимондхэмского аббатства. Это празднование было нелегальным, потому что в 1538 году Генрих VIII постановил, чтобы имя Томаса Бекета было убрано из церковного календаря. В понедельник, когда праздник окончился, образовалась группа людей, которые отправились в деревни Морли святого Ботольфа и Хизерсет чтобы снести изгороди и заборы. Одной из первых их целей был адвокат и землевладелец из Хизерсета сэр Джон Флауэрдю (англ. John Flowerdew), который был непопулярным из-за его участия во время ликвидации монастырей в разрушении Вимондхэмского аббатства, частью которого была приходская церковь, и из-за огораживаний земли. Флауэрдю откупился от бунтовщиков, чтобы они оставили его ограждения в покое и атаковали ограждения Роберта Кета в Вимондхэме.
Кету было около 57 лет, и он был одним из богатейших фермеров в Вимондхэме. Кеты (англ. Kett) (также записывается Ket, Cat, Chat, или Knight) были фермерами в Норфолке с двенадцатого века. Роберт Кет был сыном Тома и Маржери Кет. У него было несколько братьев, а священник Фрэнсис Кет был его племянником.
К началу восстания два или три его брата уже были мертвы, но его старший брат Уильям присоединился к восставшим. Записей об участии в восстании его жены Алисы и нескольких сыновей нет.

Роберт был известен среди прихожан за спасение их приходской церкви от разрушения вместе с Вимондхэмским аббатством, что привело к конфликту с Флауэрдю. Выслушав жалобы бунтовщиков, Кет решил присоединиться к их делу и помог им разрушить его собственные изгороди перед тем как убедил их вернуться в Хизерсет, где они разрушили ограждения Флауэрдю. 
"Имея твёрдую уверенность во всех его делах, простолюдины считали его (Кета) и отважным и мудрым, и достаточно подходящим чтобы стать их руководителем."
На следующий день, во вторник 9 июля протестующие отправились в Норидж. Их лидером теперь стал Роберт Кет, и к ним присоединялись люди из окрестных городков и деревень. Точкой встречи восставших был назначен дуб, стоящий у дороги из Хизерсета в Норидж, известный теперь как Дуб Кетта. Совет графства Норфолк сохранил его, а новая мемориальная табличка была повешена в 2006 году
. Дуб стал символом восстания вместо дуба на пустоши Маусхолд, который был центром лагеря восставших, но этот «Дуб Реформации» больше не существует.

## Лагерь на пустоши Маусхолд
В ночь 9 июля Кет и его последователи разбили лагерь в Боуторпе, к западу от Нориджа. Там к ним обратился шериф Норфолка и Саффолка, сэр Эдмунд Виндхем (англ. Edmund Wyndham), который приказал им разойтись. Ответ был отрицательный, и шериф вернулся в Норидж. Затем восставших посетил мэр Нориджа Томас Кодд (англ. Thomas Codd), которому был дан аналогичный ответ. Следующей ночью восставшие стали лагерем неподалёку, а затем, не получив разрешения пройти через Норидж, чтобы попасть на пустошь Маусхолд к северо-востоку от города, они пересекли реку Венсум в деревне Хеллесдон и провели ночь в деревне Дрейтон.
В пятницу 12 июля восставшие достигли пустоши, где у них была выгодная точка обзора за Нориджем, и разбили лагерь, который стал их базой на следующие шесть с половиной недель. Лагерь стал крупнейшим из нескольких лагерей бунтовщиков, которые появились в Восточной Англии в то лето. Восставшие в то время назывались «camp men» а восстание «camping tyme» или «commotion tyme».
Кет организовал свой штаб в Часовне св. Михаила, руины которой с тех пор называют Замком Кетта. Mount Surrey — дом, построенный графом Суррея на месте разграбленного Монастыря св. Леонарда, после казни графа в 1547, был необитаем и был использован для удержания пленников Кетта.
Совет Кетта, который состоял из представителей от Сотен Норфолка и одного представителя от Саффолка заседал под Дубом Реформации, управлял лагерем, выпуская ордера на получение провизии, оружия и задержания членов дворянства. Согласно одному из источников Дуб Реформации был срублен по приказу Городского Совета Нориджа в 1960-х чтобы освободить место для автопарка, однако Рег Грувз (англ. Reg Groves) писал ещё в 1940-х что дуб уже был уничтожен. К лагерю присоединились рабочие и ремесленники из Нориджа, а также люди из окружающих городков и деревень, пока он не стал более населённым чем Норидж, в то время второй по величине город Англии с населением примерно 12 000. Городские власти послали весть в Лондон и поддерживали переговоры с восставшими. Мэр Томас Кодд (англ. Thomas Codd), бывший мэр Томас Олдрич (англ.  Thomas Aldrich) и проповедник Роберт Ватсон (англ. Robert Watson) приняли приглашение восстававших принять участие в Совете.
После того как лагерь на пустоши был развёрнут, восставшие написали список из 29 «обид», подписанных Кеттом, Коддом, Олдричем и представителем Сотен, и послали его лорду-протектору Сомерсета. «Обиды» были описаны одним из историков как простой список требований но всё же за ними была сильная логика, выражавшая «желание ограничить власть аристократии, исключить её из мира деревни, ограничить быстрые экономические изменения, предотвратить чрезмерную эксплуатацию общинных ресурсов, и реконструировать ценности духовенства». Хотя восставшие всё это время разрушали изгороди и заполняли разделительные канавы, только одна из 29 статей упоминала огораживания: 'We pray your grace that where it is enacted for enclosing, that it be not hurtful to such as have enclosed saffren grounds, for they be greatly chargeable to them, and that from henceforth no man shall enclose any more.' (перевод?) Исключение для 'saffren grounds' озадачило историков, один из которых предположил, что это могла быть ошибка написания 'sovereign grounds', земель которые были исклчительной безусловной собственностью их владельцев, однако другое историки отмечают важность шафрана (англ. saffron) для местной промышленности. Также восставшие просили 'that all bondmen may be made free, for God made all free, with his precious blood shedding.' (перевод?) Восставшие вероятно озвучивали претензии к акту О наказании бродяг 1547 года, который разрешал порабощение уволенных слуг, которые не нашли себе гового хозяина в течение трёх дней, хотя они вероятно также взывали к освобождению тысяч английских крепостных мужчин и женщин. (Следующий Act Touching on the Punishment of Vagabonds and Other Idle Persons 1549 года избегал использовать слово «раб» но сохранил многие из самых жёстких положений акта 1547 года.)
Перемирие между городом и лагерем закончилось 21 июля с прибытием посланника от Королевского Совета, Йоркский герольд Бартоломью Батлер (англ. Bartholomew Butler), который прибыл в Норидж из Лондона, отправился вместе с городскими должностными лицами на Маусхолд, провозгласил собравшихся бунтовщиками и сразу предложил королевское прощение. Кетт отклонил предложение, сказав что ему не нужно прощение короля, потому что он не совершил измены. У Йоркского Вестника было недостаточно сил для ареста восставших и он отступил в Норидж вместе с мэром. Кет и его последователи теперь официально стали бунтовщиками; поэтому власти закрыли городские ворота и начали приготовлять городские силы обороны.

## Падение Нориджа
Кету пришлось принимать решение. Он не стал, а возможно и не мог, распустить лагерь, но без доступа к запасам Нориджа его люди начали бы голодать. Поэтому было принято решение атаковать город.
Поздно вечером 21 июля 1549, артиллерия восставших расположилась на и под Mount Surrey, высоте напротив моста у Епископских ворот, на вершине которой сейчас находится мемориал посвящённый восстанию, и открыла огонь.
Обстрел и ответ городской артиллерии окопавшейся рядом с мостом и вокруг Коровьей Башни продолжалась всю ночь.
Рано утром 22 июля Кет отвёл свою артиллерию. Защитники города переместили шесть артиллерийских орудий на луг позади госпиталя (в настоящее время крикетное поле Нориджской школы) и вели настолько точный огонь, что восставшие боялись потерять все свои орудия. Посланные восставшими переговорщики требовали сдачи города, но городские власти отказали.
Артиллерия восставших, теперь уже со склонов Пустоши Маусхолд открыла огонь по городу. Ответный огонь орудий на больничном лугу, теперь не мог достать достаточно высоко в гору.
Тогда началась атака, предводимая Кетом или, возможно, другими лидерами восставших. Тысячи восставших атаковали с Маусхолда и начали переплывать Венсум между Коровьей Башней и Епископскими воротами (англ. Bishops Gate).
Защитники города стреляли залпами стрел в восставших пока те пересекали, но не смогли остановить атаку. Завязался беглый бой.
На рыночной площади Йоркский Герольд попытался обратиться к восставшим, но когда ему посыпались угрозы он скрылся в страхе за свою жизнь. Теперь второй по величине город Англии был в руках восставших.

## Атаки на восставших
Король послал маркиза Нортгемптона в сопровождении 1500 человек, включая итальянских наёмников, чтобы подавить восстание. Когда маркиз приблизился к городу, был выслан глашатай чтобы передать требования сдать город. Ответ дал заместитель мэра, Августин Стюарт. Было передано, что восставшие отступили в безопасность холма высоты над городом. Кет понял что защищать мили стен и ворот будет тяжело и принял решение отступить. Гораздо более благоразумно было позволить маленькой армии Нортгемптона защищать город пока он бы вёл его осаду.
В ночь 31 июля Королевская армия закончила защитные приготовления и начала патрулирование узких улочек города. Около полуночи город пробудился от того, что прозвучали сигналы тревоги. Сотни восставших, под прикрытием темноты, пользуясь своим знанием лабиринта улочек и аллей вокруг района Tombland начали ударные атаки на королевские войска. Лорд Шеффилд предложил возвести валы по восточной стороне города, которая была открыта для атаки и предостерегал, что восставшие легко могли пересечь реку вокруг Епископских ворот.
К 8 утра следующего дня, 1 августа, валы были возведены между Коровьей Башней и Епископскими воротами, и Шеффилд отправился в гостиницу «The Maid’s Head» для завтрака. Вскоре после этого, Нортгемптон получил информацию что бунтовщики хотят обсудить сдачу и что они собираются около Pockthorpe gate. Шеффилд отправился вместе с Герольдом чтобы обсудить это очевидно хорошее развитие событий с восставшими. По прибытии, Шеффилд не нашёл никаких восставших. Это был ложный слух или отвлекающий манёвр, так как в этот момент тысячи восставших начали пересекать реку Венсум рядом с Епископскими воротами.
Главные силы Нортгемптона были расположены на рыночной площади. По мере развития атаки, он отправлял солдат по улицам в растущую и жестокую уличную битву вдоль всей восточной стороны города. Поняв, что восставшие берут верх, Шеффилд принял командование группой кавалерии и атаковал восставших вдоль собора, мимо St Martin в Place Church и улицы Бишопсгейт. Рядом с Great Hospital на улицу Бишопсгейт, Шеффилд упал с лошади в канаву. Ожидая, что он будет пленён и выкуплен, как было принято в то время, он снял шлем, но был сразу же убит ударом восставшего, по общему мнению мясником по имени Фалк (англ. Fulke).
Потеряв главнокомандующего и разбитую на улицах армию Нортгамптон приказал отступать. Королевская армия бежала до Кембриджа.
Граф Уорик был послан с более сильной армией приблизительно 14 000 человек включая наймников из Уэльса, Германии и Испании. Уорик до этого сражался во Франции, был бывшим членом Палаты общин а впоследствии Тайного Совета, что делало его сильным руководителем. Несмотря на усиляющуюся угрозу, восставшие поддерживали Кетта и продолжали сражаться с войсками Уорика.
Нортгемптон был заместителем командира у Уорика во время второй попытки расправиться с руководителем восставших, теперь уже с гораздо большими войсками.
Уорик смог войти в город 24 августа атаковав ворота St Stephen’s и ворота Brazen. Восставшие отступали, поджигая дома по пути чтобы замедлить продвижение королевской армии. Примерно в 3 после полудня обоз Уорика вошёл в город. Однако они заблудились, и вместо того чтобы остановиться на рыночной площади продолжили движение сквозь Tombland и прямо к улице Бишопсгейт в сторону армии восставших. Группа восставших заметила колонну с Маусхолда и помчалась в город чтобы захватить её. Капитан Друри (англ. Drury) повёл своих солдат в попытке отбить обоз, который включал в себя всю артиллерию. Он смог спасти часть оружия в очередной яростной атаке около Бишопских ворот.
В 10 того же вечера начались крики «пожар». Восставшие вошли в город и начали его жечь. Уорик попал в ту же ловушку что и Нортгемптон, окруженный в городе который мог быть спалён дотла.
С первыми лучами солнца 25 августа восставшие применили новую тактику. Их артиллерия разрушила стены вокруг северной области города около ворот Magdalen и Pockthorpe. Север города попал в руки восставших и Уорик ответил атакой. Уличные бои позволили снова вытеснить восставших. Восставшие обстреливали город день и ночь.
26 августа 1500 иностранных наёмников прибыли в город. Это были немецкие «ландскнехты», смесь стрелков и копейщиков. С помощью этого подкрепления и жителей города, Уорик теперь имел армию настолько внушительную, что больше не мог прятаться в городе. Кет и его люди знали об этом и этой ночью переместили свой лагерь с Маусхолда на более низкие земли для подготовки к битве.
Утром 27 августа, армии встретились друг с другом за пределами города. Финальная битва состоялась в долине Дассиндейл (англ. Dussindale), и была сокрушительным поражением для восставших. На открытом пространстве, против хорошо вооружённых и тренированных войск, тысячи были убиты а остальные бежали чтобы сохранить себе жизнь.
Точное местоположение Дассиндейла так и не было найдено. Наиболее популярная теория состоит в том, что долина начиналась вблизи восточной части Plumstead Road которая шла в Valley Drive и в современные остатки Маусхолда, затем в Long Valley и далее к тому что теперь называется Gertrude Road. В викторианские времена эта область была известна как 'Луг Кетта'. Затем название Дассиндейл было дано более новой постройке неподалёку от деревушки Торп святого Андрея.

## Итоги
Считается что в Дассиндейле было убито примерно 3000 восставших, а армия Уорика потеряла примерно 250 человек.
28 августа, на утро после битвы восставшие были повешены на Дубе Реформации и на Magdalen Gate. Оценка числа повешенных от 30 до 300. Уорик уже казнил 49 восставших когда он вошёл в Нордж за несколько дней до этого. Известен только один инцидент в котором восставшие хладнокровно казнили королевского солдата: один из итальянских наёмников Нортгемптона был повешен после его пленения.
Кет был пойман в деревне Своннингтон вечером после битвы и, вместе с его братом Вильямом, отправили в Лондонский Тауэр чтобы ждать суда за измену. В начале декабря, после того как они были признаны виновными, братьев вернули в Норидж. Кет был повешен на стене Нориджского замка 7 декабря 1549; в тот же день Вильям был повешен на западной башне Вимондхемского аббатства.

## Наследие
"In 1549 AD Robert Kett yeoman farmer of Wymondham was executed by hanging in this Castle after the defeat of the Norfolk Rebellion of which he was leader. In 1949 AD - four hundred years later - this Memorial was placed here by the citizens of Norwich in reparation and honour to a notable and courageous leader in the long struggle of the common people of England to escape from a servile life into the freedom of just conditions"
В 1550 году власти Нориджа постановили считать 27 августа праздничным днём памяти «освобождения города» от Восстания Кетта, и оплатили лекции в соборе и приходских церквях о грехе восстания. Эта традиция продолжалась более века.
Единственное сохранившееся описание свидетеля восстания, рукопись Николаса Созертона (англ. Nicholas Sotherton), сына мэра Нориджа, негативно настроенного по отношению к восставшим. Аналогично негативно настроен и Александр Невилл в своей истории восстания изданной в 1575 году на Латинском языке De furoribus Norfolciensium. Невилл бы секретарём у Мэттью Паркера, который проповедовал последователям Кетта под Дубом Реформации на Моусхолде, безуспешно призывая их разойтись. В 1615 работа Невилла была переведена на Английский норфолкским священником Ричардом Вудсом (англ. Richard Woods) под заглавием Norfolke Furies и перепечатывалась весь следующий век.
Таким образом имя Кетта оставалось известным как «reviled symbol of rustic violence». И только в XIX веке появились более положительные описания восстания и начался процесс, который преобразовал Кетта из предателя в народного героя. Анонимная работа 1843 года критиковала взгляд Невилла на восстание, а в 1859 году священник Frederic Russell, который нашёл новый материал в архивах для своей работы, посвящённой восстанию, заключил что «though Kett is commonly considered a rebel, yet the cause he advocated is so just, that one cannot but feel he deserved a better name and a better fate» (хотя Кетта обычно считают бунтарём, но дело, которое он отстаивал, настолько справедливо, что нельзя не чувствовать, что он заслужил лучшее имя и лучшую судьбу).
В 1948 году Alderman Fred Henderson, бывший мэр Нориджа, который был заключён в Замок за участие в продовольственных бунтах 1885 года, предложил мемориал Роберта Кетта. Изначально надеясь на статую, он согласился на мемориальную доску на стенах Норджского Замка на которой выгравированы его слова и открытую в 1949 году, через 400 лет после восстания.
В XXI веке жители Нориджа всё ещё помнят смерть Роберта Кета. 7 декабря 2011 года, на юбилей его смерти, прошёл мемориальный марш членов Нориджского движения Occupy и нориджской Зелёной партии и у ворот нориджского замка был положен венок.
После подавления восстания земли Кета и его брата Вильяма были конфискованы, хотя некоторые из них были позже возвращены одному из его сыновей. Семья Кетта видимо не пострадала от их связи с восстанием, и даже процветала в различных частях Норфолка. George Kett, потомок младшего брата Роберта Кета — Томаса, переехал в Кембридж и соосновал архитектурно-строительную компанию Rattee and Kett. Сын Джорджа Кетта, также Джордж, трижды был мэром Кембриджа и составил генеалогию семьи Кеттов.
Восстание помнят в названиях школ, улиц, пабов и пешеходном маршруте в окрестностях Норидж и Вимондхэм, включая младшую школу имени Роберта Кетта в Вимондхэме, Dussindale Primary School в Норидже, Паб Роберт Кетт в Вимондхэме, Kett House — жилое здание в Университете Восточной Англии, и Таверна Кетта в Норидже, а также в названии музыкальной группы, Lewis Garland and Kett’s Rebellion, а также пиво, которое называется Kett’s Rebellion, by Woodforde's Brewery в Норидже.
Восстание Кета было представлено в повестях, включая Frederick H. Moore’s Mistress Haselwode: A tale of the Reformation Oak (1876), F.C. Tansley’s For Kett and Countryside (1910), Джек Линдсей The Great Oak (1949), Sylvia Haymon’s children’s story The Loyal Traitor (1965), и Margaret Callow’s A Rebellious Oak (2012); романе К. Дж. Сэнсома Мертвая земля (2018); пьесах, включая George Colman Green’s Kett the tanner (1909); и поэзии, включая Keith Chandler’s collection Kett’s Rebellion and Other Poems (1982).
В 1988 году британский композитор Малкольм Арнольд, на вдохновившись восстанием, создал Увертюру Роберта Кетта (Opus 141).